# Lista de portugueses naturalizados
Esta é uma lista de portugueses naturalizados, ou seja, de cidadãos que se tornaram portugueses pelo efeito da naturalização.
- Anderson Luiz de Sousa (o Deco) - futebolista nascido no Brasil.
- Philippe Coutinho[1] - futebolista nascido no Brasil.
- Képler Laveran Lima Ferreira (o Pepe) - futebolista nascido no Brasil.
- Liédson da Silva Muniz - futebolista nascido no Brasil.
- António Cândido Gonçalves Crespo - poeta nascido no Brasil.
- Francis Obikwelu - atleta nascido na Nigéria.
- John Stott Howorth - comerciante e industrial nascido no Reino Unido.
- José Szabó - futebolista e treinador nascido na Hungria.
- Ariza Makukula - futebolista nascido no Congo.
- Yousef el Kalai - atleta nascido em Marrocos.

| Retrato | Nome                                                           | Nascimento                                        | Profissão                                  | Notas                   |
| ------- | -------------------------------------------------------------- | ------------------------------------------------- | ------------------------------------------ | ----------------------- |
|         | João Frederico Ludovice (em alemão: Johann Friedrich Ludwig)   | Suábia, Ducado de Württemberg                     | Arquiteto                                  | .                       |
|         | Guilherme Read Cabral (em inglês: William Harding Read Junior) | Portsmouth, Reino Unido da Grã-Bretanha e Irlanda | Político e alto funcionário das alfândegas | .                       |
|         | Ernst Johann Schmitz (em português: Ernesto João Schmitz)      | .                                                 | Sacerdote católico, zoólogo e ornitólogo   | .                       |
|         | Badaró                                                         | São Paulo, Brasil                                 | Comediante e humorista                     | .                       |
|         | Petrix Barbosa                                                 | São Paulo (SP), Brasil                            | Ginasta                                    | Naturalizou-se em 2018. |
|         | Dyego Sousa                                                    | São Luís (MA), Brasil                             | Futebolista                                | .                       |